# Gauliga Westfalen 1933/34
De Gauliga Westfalen 1933/34 was het eerste voetbalkampioenschap van de Gauliga Westfalen. De Gauliga werd in 1933 in het leven geroepen als nieuwe hoogste klasse in het Duitse voetbal en had zestien regionale onderverdelingen. Schalke 04 werd kampioen en plaatste zich voor de eindronde om de Duitse landstitel, waar de club de titel in de wacht sleepte in de finale tegen 1. FC Nürnberg. 
Sportfreunde 95 Dortmund was een gedwongen fusie tussen Dortmunder SC 1895 en BC Sportfreunde 06 Dortmund. De overheid wilde een club uit Dortmund in de hoogste klasse, maar beide clubs speelden vorig seizoen in de tweede klasse en maakten geen aanspraak op een Gauligaticket, enkel als ze zouden fuseren. 

## Samenstelling
De samenstelling van de Gauliga Westfalen kwam als volgt tot stand. De clubs speelden voorheen in de competities van de West-Duitse voetbalbond. 
- drie clubs uit de Ruhrcompetitie 1932/33:
  - SV Höntrop
  - FC Schalke 04
  - SV Germania 06 Bochum
- vier clubs uit de Westfaalse competitie 1932/33:
  - SpVgg Herten
  - Preußen Münster
  - SV Viktoria 1909 Recklinghausen
  - Arminia Bielefeld
- twee clubs uit de Zuidwestfaalse competitie 1932/33:
  - SuS Hüsten 09
  - Deutscher SC Hagen (gedwongen fusie tussen Hagener SC 05 en SpVgg 1911)
- één club uit de Bezirksklasse Dortmund 1932/33
  - Sportfreunde 95 Dortmund

## Eindstand
| Plaats | Club                            | Wed. | W  | G | V  | Saldo | Ptn.  |
| ------ | ------------------------------- | ---- | -- | - | -- | ----- | ----- |
| 1.     | FC Schalke 04                   | 18   | 16 | 1 | 1  | 76:17 | 33:30 |
| 2.     | SV Höntrop 1916                 | 18   | 10 | 3 | 5  | 57:28 | 23:13 |
| 3.     | SuS Hüsten 09                   | 18   | 11 | 1 | 6  | 47:31 | 23:13 |
| 4.     | SV Germania 06 Bochum           | 18   | 9  | 1 | 8  | 51:39 | 19:17 |
| 5.     | SpVgg 1912 Herten               | 18   | 9  | 0 | 9  | 46:44 | 18:18 |
| 6.     | Deutscher SC Hagen              | 18   | 8  | 1 | 9  | 22:44 | 17:19 |
| 7.     | SV Viktoria 1909 Recklinghausen | 18   | 6  | 3 | 9  | 28:43 | 15:21 |
| 8.     | SC Preußen Münster              | 18   | 6  | 3 | 9  | 25:43 | 15:21 |
| 9.     | Sportfreunde 95 Dortmund        | 18   | 4  | 3 | 11 | 27:53 | 11:25 |
| 10.    | DSC Arminia Bielefeld           | 18   | 2  | 2 | 14 | 23:60 | 06:30 |

|  | Kampioen, geplaatst voor nationale eindronde |
|  | Degradatie naar Bezirksliga                  |

## Promotie-eindronde
| Plaats | Club                           | Wed. | Saldo | Ptn. |
| ------ | ------------------------------ | ---- | ----- | ---- |
| 1.     | SC Westfalia 04 Herne          | 8    | 19:8  | 11:5 |
| 2.     | 1. Recklinghäuser SpV Union 05 | 8    | 10:7  | 10:6 |
| 3.     | VfB 03 Bielefeld               | 8    | 21:23 | 10:6 |
| 4.     | MBV Linden 05                  | 8    | 10:14 | 7:9  |
| 5.     | Schwelmer FC 1906              | 8    | 15:23 | 2:14 |

|  | Promotie naar Gauliga Westfalen 1934/35 |